# Reithrodontomys microdon
Reithrodontomys microdon é uma espécie de roedor da família Cricetidae. Pode ser encontrada na Guatemala e no México.